# Conde da Cornualha
O título de Conde da Cornualha foi criado por diversas vezes no Pariato da Inglaterra antes de 1337, quando o título foi substituído pelo de Duque da Cornualha, que passou a ser atribuído aos herdeiros aparentes do trono.

## Condor da Cornualha
- Condor da Cornualha, provavelmente o lendário conde da Cornualha antes da Conquista, disse ter prestado homenagem a William pelo condado [1]

## Condes da Cornualha, 1ª criação (1068)
- Brian da Bretanha ( c. 1040 –1084 ou 85), renunciou c. 1072.

## Condes da Cornualha, 2ª criação (c. 1072)
- Roberto, Conde de Mortain (c. 1038–1095), meio-irmão de Guilherme, o Conquistador.
- William, Conde de Mortain (1084–1140), perda do título em 1106.

## Cadoc II da Cornualha (c. 1106)
- Cadoc II (ou Candor), filho de Cadoc da Cornualha. [2]

## Condes da Cornualha, 1ª criação (revivido em 1140)
- Alan (morreu em 1146), sobrinho de Brian, privado em 1141.

## Condes da Cornualha, 3ª criação (1141)
- Reginald de Dunstanville, Conde da Cornualha (falecido em 1175), filho ilegítimo do Rei Henrique I da Inglaterra.

## Condes da Cornualha, 4ª criação (1225)
- Ricardo, 1.º Conde da Cornualha, Rei dos Romanos (1209–1272), segundo filho de João, Rei da Inglaterra.
- Edmund, 2.º conde da Cornualha (1249–1300), filho.

## Condes da Cornualha, 5ª criação (1307)
- Piers Gaveston, Conde da Cornualha (1284–1312).

## Condes da Cornualha, 6ª criação (1330)
- João de Eltham, Conde da Cornualha (1316–1336), segundo filho do rei Eduardo II da Inglaterra e sua rainha Isabel da França.